# Фарбований лис
«Фарбований Лис» — український гурт, що був створений восени 2002 року. Стиль співзасновники характеризують як суміш фанку, року, блюзу, тріп-хопу.
За час існування гурт брав участь у фестивалях Таврійські ігри, Рок-Екзистенція.
Видати альбом гурт не встиг, але окремі пісні було записано
Пізніше вокалістка і засновниця гурту Леся Щербак взяла участь у створенні дуету Kamon!!! під псевдонимом Аліса Космос.